# Dicranomyia fulvomorio
Dicranomyia fulvomorio är en tvåvingeart som först beskrevs av Edwards 1933.  Dicranomyia fulvomorio ingår i släktet Dicranomyia och familjen småharkrankar. Inga underarter finns listade i Catalogue of Life.